# Campeonato de Cuba de Ciclismo en Ruta
El Campeonato de Cuba de Ciclismo en Ruta es una competencia anual organizada por la Federación Cubana de Ciclismo que otorga el título de Campeón de Cuba en la modalidad de ciclismo en ruta. El ganador o ganadora tiene derecho a vestir, durante un año, el maillot con los colores de la bandera de Cuba en las pruebas de ciclismo en ruta por todo el mundo.

## Palmarés masculino
| Año       | Oro               | Plata                  | Bronce                |
| 2000      | Adonis Cardoso    | Fernando Pio Batista   | Roberto Cabrera       |
| 2001      | Pedro Pablo Pérez | Yosvany Falcón         | Luis Amarán           |
| 2005      | Damián Martínez   | Lizardo Benítez        | Adonis Cardozo        |
| 2006      | Arnold Alcolea    | Pedro Pablo Pérez      | Lizardo Benítez       |
| 2007      | No organizado     | No organizado          | No organizado         |
| 2008      | Yans Arias        | Adonis Cardoso         | Pedro Sibila          |
| 2009      | No organizado     | No organizado          | No organizado         |
| 2010      | Raúl Granjel      | Arnold Alcolea         | Yans Arias            |
| 2011      | Arnold Alcolea    | Yennier López          | Yasmani Martínez      |
| 2012      | Pedro Sibila      | Arnold Alcolea         | Yennier López         |
| 2013      | No organizado     | No organizado          | No organizado         |
| 2014      | Arnold Alcolea    | Félix Nodarse          | Leandro Marcos        |
| 2015      | José Mojica       | Leandro Marcos         | Onel Santa Clara      |
| 2016      | José Mojica       | Félix Nodarse          | Leandro Marcos        |
| 2017      | Yans Arias        | Emilio Pérez           | Yasmani Balmaseda     |
| 2018      | Emilio Pérez      | Félix Nodarse          | Yans Arias            |
| 2019      | Félix Nodarse     | Hidalgo Vera           | Pedro Portuondo       |
| 2020-2021 | No organizado     | No organizado          | No organizado         |
| 2022      | Yan Luis Arrieta  | Luis Alejandro Ramírez | Gian Carlos Hernández |
| 2023      | Ricardo Delgado   | José Alberto Domínguez | Vicente Sanabria      |

## Palmarés femenino
| Año       | Oro                | Plata              | Bronce             |
| 2001      | Yoanka González    | Yuliet Rodríguez   | Yeilien Fernández  |
| 2002-2004 | No organizado      | No organizado      | No organizado      |
| 2006      | Yeilien Fernández  | Yoanka González    | Yudelmis Domínguez |
| 2007      | No organizado      | No organizado      | No organizado      |
| 2008      | Yumari González    | Yanisleidys Blanco | Dalila Rodríguez   |
| 2009      | No organizado      | No organizado      | No organizado      |
| 2010      | Yudelmis Domínguez | Marlies Mejías     | Yaima Torres       |
| 2011      | No organizado      | No organizado      | No organizado      |
| 2012      | Yumari González    | Arlenis Sierra     | Marlies Mejías     |
| 2013      | No organizado      | No organizado      | No organizado      |
| 2014      | Arlenis Sierra     | Marlies Mejías     | Yumari González    |
| 2015      | Arlenis Sierra     | Marlies Mejías     | Iraida García      |
| 2016      | Arlenis Sierra     | Iraida García      | Marlies Mejías     |
| 2017      | Arlenis Sierra     | Mailin Sánchez     | Jeydy Pradera      |
| 2018      | Yudelmis Domínguez | Arlenis Sierra     | Mailin Sánchez     |
| 2019      | Arlenis Sierra     | Idarys Cervantes   | Yusmaris Díaz      |
| 2020-2021 | No organizado      | No organizado      | No organizado      |
| 2022      | Aylena Quevedo     | Claudia Baro       | Evelyn Díaz        |
| 2023      | Arlenis Sierra     | Claudia Baro       | Daymelin Pérez     |
| 2024      | Arlenis Sierra     | Daymelin Pérez     | Eylin Delgado      |